# Alianța otomano-germană
Alianța otomano-germană a fost o alianță între Imperiul German și Imperiul Otoman, care a fost ratificată pe 2 august 1914, la scurt timp după izbucnirea Primului Război Mondial. Alianța a fost creată ca parte a unui efort comun de consolidare și modernizare a forțelor otomane, dar și pentru a oferi Germaniei trecerea în condiții de siguranță în coloniile britanice din țara vecină.

## Context
În ajunul Primului Război Mondial, Imperiul Otoman se afla într-o formă dezastruoasă. În urma războaielor succesive care au avut loc în această perioadă, în care au fost pierdute teritorii, economia era la pământ, iar populația era demoralizată și obosită. Imperiul avea nevoie de timp pentru a se recupera și pentru a efectua reforme; cu toate acestea, nu a fost nici timp, pentru că lumea a început să fie ocupată cu Primul Război Mondial, iar Imperiul Otoman avea șanse mici să rămână în afara conflictului. Din moment ce rămânerea în neutralitate pentru a-și reveni nu a fost posibilă, Imperiul a trebuit să se alieze cu una sau cealaltă tabără, pentru că a rămas fără resurse după Războiul Italo-Turc și Războaiele Balcanice. Forțele otomane nu aveau suficient armament, tehnică militară și mijloace financiare pentru a achiziționa altele noi. Singura opțiune pentru Poarta Otomană a fost de a stabili o alianță cu o putere europeană; și la început nu a contat cu adevărat care ar fi fost.  Ministrul de Interne Talat Pașa a scris în memoriile sale: „Turcia trebuie să adere la unul din grupurile de țări, astfel încât să-și poată organiza administrația locală, să-și consolideze și să-și mențină industria și comerțul, să-și extindă căile ferate, pentru a supraviețui și a-și menține existența.”

## Tratatul cu Germania
Germania avea nevoie de Imperiul Otoman de partea sa. Orient Expressul trecea direct prin Constantinopol din 1889, și înainte de Primul Război Mondial, Sultanul și-a dat acordul pentru un plan pentru a-l extindă prin Anatolia la Bagdad, sub auspiciile germane. Acest lucru ar consolida legăturile Imperiul Otoman cu Europa industrializată și ar fi oferit Germaniei un acces mai ușor la coloniile sale africane colonii și ar fi înlesnit comerțul cu piețele din  India. Pentru a convinge Imperiul Otoman să adere Tripla Antantă, Germania a încurajat România și  Bulgaria să se alăture Puterilor Centrale.
Un tratat secret a fost încheiat între Imperiul Otoman și Imperiul German pe 2 august 1914. Imperiul Otoman a fost de acord să intre în război de partea Puterilor Centrale la o zi după ce Imperiul German a declarat război Rusiei. Alianța a fost ratificată pe 2 august, de către mai mulți oficiali de rang înalt oficialii otomani, inclusiv Marele Vizir Said Halim Pașa, Ministrul de Război Enver Pașa, Ministrul de Interne Talat Pașa, și președintele Parlamentului, Halil Bey.
Cu toate acestea, tratatul nu a purtat nicio semnătură din partea Casei lui Osman,Sultanul Mehmed al V refuzând să-l semneze. Potrivit Constituției, Sultanul era Comandantul-Șef al  Armatei, și acest lucru a făcut legitimitatea alianței discutabilă. Acest lucru a însemnat că armata nu a fost capabilă de a lupta în numele Sultanului. Sultanul însuși a vrut ca Imperiul să rămână neutru. El nu a dorit să comande un război însuși și, ca atare, a plecat din Cabinet. Cel de-al treilea membru al cabinetului de Trei Pași, Djemal Pașa nu a semnat nici el tratatul, dorind să formeze o alianță cu Franța. Guvernul Otoman nu a acceptat în unanimitate alianța.
Austro-Ungaria a aderat la tratatul Otomano-german la 5 august. Imperiul Otoman nu a intrat în război până când Marina Otomană a bombardat porturi rusești pe 29 octombrie 1914.